# Zavodske
Zavodske (em ucraniano:  Заводське) é uma cidade da Ucrânia, situada no Oblast de Poltava. Tem 12,93 km² de área e sua população em 2020 foi estimada em 8.053 habitantes.